# PSA Squash Tour Finals
Die PSA Squash Tour Finals (ehemals Super Series Finals, World Series Finals und World Tour Finals) sind ein Squashturnier, dass am Ende jeder Saison der PSA Squash Tour gespielt wird. Die acht besten Spieler der laufenden Saison qualifizieren sich dafür und spielen um den Titel.

## Geschichte
1992 wurde die Turnierserie erstmals ausgetragen. Das große Finale fand dabei jährlich in der Schweiz statt, wo die acht besten Spieler der damaligen Super Series-Tour um einen der prestigereichsten Titel des Profibereichs spielten. Das Turnier mit einem der höchsten Preisgelder des Turnierkalenders überhaupt wurde nach einem geplatzten Deal mit dem bisherigen Hauptsponsor vom Zürcher Vitis-Club in einen Kaufhaus-Komplex verlegt, der Galleria in Hatfield, England. 1995 fiel das Turnier wegen ungeklärten Sponsorings aus. Der Pakistaner Jansher Khan dominierte in den Anfängen die Veranstaltung, als er sich bei fünf Anläufen viermal den Titel sichern konnte.
1999 zog das Turnier in die Broadgate Arena in London um, ehe 2003 auch ein neuer Hauptsponsor gefunden wurde. Im Jahr 2006 nahm erstmals der bis dato Erstplatzierte der damaligen Super Series Tour, der Kanadier Jonathon Power, nicht am Finale teil. Nachdem er einen Monat zuvor sein letztes Ziel, erneut Weltranglistenerster zu werden, erreichte, beendete er seine Karriere ohne seinen Titel von 2005 nochmals zu verteidigen. 2006 fand das Finale auch erstmals in Manchester statt. Von 2009 bis 2012 wurde das Finale im Londoner Queen’s Club ausgetragen, ehe es ab 2013 im US-amerikanischen Richmond stattfindet.
Ab 2010 firmierte die Turnierserie unter dem Namen World Series. Gleich im ersten Finalturnier unter dem neuen Namen konnte das Finale zwischen Nick Matthew und Amr Shabana nicht ausgetragen werden. Nach einem schweren Sturm war die Statik des aufblasbaren Würfels, in dem das Turnier stattfand, beschädigt und für nicht mehr sicher befunden worden. Am 16. August 2011, also ein halbes Jahr nach der Finalabsage, gab die PSA bekannt, dass das Finale endgültig nicht nachgeholt wird; einen offiziellen Sieger gab es somit nicht. Zur Saison 2018/19 wurde das Finalturnier in PSA World Tour Finals umbenannt, zudem änderte sich der Qualifikationsmodus, nachdem nicht mehr nur die Punkte der Turniere der höchsten Wertungskategorie zählten, sondern alle über die Saison gesammelten Weltranglistenpunkte. Eine erneute Umbenennung erfolgte zur Saison 2024/25 in PSA Squash Tour Finals.

## Bisherige Sieger
| Austragungsort          | Jahr                       | Sieger                     | Finalgegner                      | Ergebnis 1               |
| ----------------------- | -------------------------- | -------------------------- | -------------------------------- | ------------------------ |
| PSA World Tour Finals   |                            |                            |                                  |                          |
| Toronto                 | 2024/25                    | Joel Makin                 | Mostafa Asal                     | 11:10, 11:7, 1:0 Aufgabe |
| Bellevue                | 2023/24                    | Ali Farag                  | Mostafa Asal                     | 11:5, 5:2 Aufgabe        |
| Kairo                   |                            |                            |                                  |                          |
| 2022/23                 | Mostafa Asal               | Diego Elías                | 9:11, 11:6, 11:3, 11:5           |                          |
| 2021/22                 | Mostafa Asal               | Paul Coll                  | 13:11, 11:8, 11:7                |                          |
| 2020/21                 | Mostafa Asal               | Mohamed Elshorbagy         | 12:14, 11:4, 11:7, 11:3          |                          |
| 2019/20                 | Marwan Elshorbagy          | Karim Abdel Gawad          | 11:6, 11:5, 11:3                 |                          |
| 2018/19                 | Karim Abdel Gawad          | Mohamed Abouelghar         | 12:10, 11:6, 5:11, 7:11, 12:10   |                          |
| PSA World Series Finals |                            |                            |                                  |                          |
| Dubai                   |                            |                            |                                  |                          |
| 2017/18                 | Mohamed Elshorbagy         | Ali Farag                  | 9:11, 11:3, 11:9, 11:8           |                          |
| 2016/17                 | Mohamed Elshorbagy         | James Willstrop            | 12:10, 11:9, 11:8                |                          |
| 2015/16                 | Grégory Gaultier           | Cameron Pilley             | 11:4, 11:5, 8:11, 11:6           |                          |
|                         | 2014/15                    | nicht stattgefunden        | nicht stattgefunden              | nicht stattgefunden      |
| Richmond                |                            |                            |                                  |                          |
| 2013/14                 | Ramy Ashour                | Mohamed Elshorbagy         | 15:17, 11:7, 11:4, 11:5          |                          |
| London                  |                            |                            |                                  |                          |
| 2012/13                 | Amr Shabana                | Nick Matthew               | 4:11, 11:2, 11:4, 11:7           |                          |
| 2011/12                 | Amr Shabana                | Grégory Gaultier           | 6:11, 12:10, 11:7, 7:11, 11:8    |                          |
| 2010/11                 | Amr Shabana / Nick Matthew | Amr Shabana / Nick Matthew | Finale nicht ausgetragen         |                          |
| PSA Super Series Finals |                            |                            |                                  |                          |
|                         | 2009/10                    | nicht stattgefunden        | nicht stattgefunden              | nicht stattgefunden      |
| London                  |                            |                            |                                  |                          |
| 2008/09                 | Grégory Gaultier           | Thierry Lincou             | 11:6, 8:11, 11:5, 11:5           |                          |
| 2007/08                 | Grégory Gaultier           | Amr Shabana                | 11:9, 11:8, 11:8                 |                          |
| Manchester              |                            |                            |                                  |                          |
| 2006/07                 | Ramy Ashour                | Grégory Gaultier           | 12:10, 11:8, 4:11, 11:4          |                          |
| London                  |                            |                            |                                  |                          |
| 2005/06                 | Anthony Ricketts           | Lee Beachill               | 11:7, 6:11, 11:4, 12:10          |                          |
| 2004/05                 | Jonathon Power             | Thierry Lincou             | 11:7, 11:6, 11:2                 |                          |
| 2003/04                 | Thierry Lincou             | Joseph Kneipp              | 10:12, 11:9, 11:2, 11:1          |                          |
| 2002/03                 | Jonathon Power             | Peter Nicol                | 15:11, 10:15, 13:15, 15:4, 15:14 |                          |
| 2001/02                 | David Palmer               | Thierry Lincou             | 15:9, 10:15, 15:7, 10:15, 15:4   |                          |
| 2000/01                 | Peter Nicol                | David Palmer               | 15:7, 15:11, 13:15, 17:14        |                          |
| 1999/00                 | Peter Nicol                | Simon Parke                | 13:15, 15:9, 15:12, 12:15, 15:12 |                          |
| 1998/99                 | Peter Nicol                | Ahmed Barada               | 15:8, 9:15, 15:9, 15:11          |                          |
| Hatfield                |                            |                            |                                  |                          |
| 1997/98                 | Jansher Khan               | Simon Parke                | 15:12, 13:15, 15:11, 15:10       |                          |
| 1996/97                 | Jansher Khan               | Brett Martin               | 9:7, 9:5, 9:2                    |                          |
| 1995/96                 | Del Harris                 | Brett Martin               | 10:8, 7:9, 9:4, 6:9, 9:2         |                          |
|                         | 1994/95                    | nicht stattgefunden        | nicht stattgefunden              | nicht stattgefunden      |
| Zürich                  |                            |                            |                                  |                          |
| 1993/94                 | Jansher Khan               | Peter Marshall             | 8:15, 15:8, 15:7, 15:9           |                          |
| 1992/93                 | Jansher Khan               | Chris Dittmar              | 15:10, 10:15, 15:13, 15:8        |                          |

 1 2004 wurde von der PSA die Zählweise geändert; statt bis 15 wurde nur noch bis 11 gespielt